# Geoffrey Blake
Geoffrey Lewis Blake (Baltimora, 20 agosto 1962) è un attore statunitense.
Ha lavorato spesso al fianco di Tom Hanks.

## Filmografia

### Cinema
- Giochi stellari (The Last Starfighter), regia di Nick Castle (1984)
- L'ammiratore segreto (Secret Admirer),regia di David Greenwalt (1985)
- Young Guns - Giovani pistole (Young Guns), regia di Christopher Cain (1988)
- Il giallo del bidone giallo (Men at Work), regia di Emilio Estévez (1990)
- Critters 3, regia di Kristine Peterson (1991)
- Buona fortuna, Mr. Stone (The Pickle), regia di Paul Mazursky (1993)
- Forrest Gump, regia di Robert Zemeckis (1994)
- Apollo 13, regia di Ron Howard (1995)
- Sesso & potere (Wag the Dog), regia di Barry Levinson (1997)
- Contact, regia di Robert Zemeckis (1997)
- Getting Personal (1998)
- Il grande Joe (Mighty Joe Young), regia di Ron Underwood (1998)
- La ragazza di Las Vegas (1999)
- EdTV, regia di Ron Howard (1999)
- Cast Away, regia di Robert Zemeckis (2000)
- Pallottole d'amore (2002)
- Corri o muori (2003)
- Frost/Nixon - Il duello (Frost/Nixon), regia di Ron Howard (2008)
- Kiss Me (2014)
- Midway, regia di Roland Emmerich (2019)

### Televisione
- ABC Afterschool Specials - serie TV, un episodio (1983)
- Il profumo del successo (Paper Dolls) - serie TV, 5 episodi (1984)
- CBS Schoolbreak Special - serie TV, 2 episodi (1984-1989)
- New York New York (Cagney & Lacey) - serie TV, 2 episodi (1983-1986)
- North Beach and Rawhide - film TV (1985)
- One Terrific Guy - film TV (1986)
- It's Garry Shandling's Show - serie TV, 6 episodi (1986)
- Mia sorella Sam (My Sister Sam) - serie TV, episodio 1x12 (1987)
- I quattro della scuola di polizia (21 Jump Street) - serie TV, episodio 1x04 (1987)
- ALF - serie TV, episodio 2x06 (1987)
- The Abduction of Kari Swenson - film TV (1987)
- Dead or Alive - film TV (1988)
- Heartbeat - serie TV, un episodio (1989)
- Nightbreaker - film TV, regia di Peter Markle (1989)
- Una famiglia come le altre (Life Goes On) - serie TV, episodio 1x06 (1989)
- Hunter - serie TV, episodio 6x13 (1990)
- Alien Nation - serie TV, 2 episodi (1990)
- Matlock - serie TV, episodio 5x14 (1991)
- Fatal Exposure - film TV (1991)
- Civil Wars -serie TV, un episodio (1992)
- L.A. Law - Avvocati a Los Angeles (L.A. Law) - serie TV, episodio 6x22 (1992)
- The Hat Squad - serie TV, un episodio (1992)
- Homefront - La guerra a casa (Homefront) - serie TV, 3 episodi (1992)
- The Keys - film TV (1992)
- Maid for Each Other - film TV, regia di Paul Schneider (1992)
- Marilyn & Bobby: Her Final Affair - film TV (1993)
- Le avventure di Brisco County Jr. (The Adventures of Brisco County, Jr.) - serie TV, un episodio (1993)
- Renegade - serie TV, 5 episodi (1993-1996)
- Star Trek: Deep Space Nine - serie TV, episodio 2x17 (1994)
- One Woman's Courage - film TV (1994)
- Maledetta fortuna (Strange Luck) - serie TV, episodio 1x03 (1995)
- Shame II: The Secret - film TV (1995)
- Fast Company - film TV, regia di Gary Nelson (1995)
- La signora del West (Dr. Quinn, Medicine Woman) - serie TV, episodio 4x20 (1996)
- Murder One - serie TV, episodio 2x08 (1996)
- Marshal Law - film TV (1996)
- Jules - film TV (1996)
- Temporarily Yours - serie TV, un episodio (1997)
- Fired Up - serie TV, un episodio (1997)
- NYPD - New York Police Department (NYPD Blue) - serie TV, episodio 5x09 (1997)
- The Guardian - film TV (1997)
- Brink! Sfida su rotelle (Brink!) - film TV, regia di Greg Beeman (1998)
- Brimstone - serie TV, un episodio (1998)
- Max Q - film TV, regia di Michael Shapiro (1998)
- Da un giorno all'altro (Any Day Now) - serie TV, 7 episodi (1999-2002)
- Streghe (Charmed) - serie TV, episodio 2x21 (2000)
- Rated X - La vera storia dei re del porno americano (Rated X) - film TV, regia di Emilio Estevez (2000)
- Jarod il camaleonte (The Pretender) - serie TV, episodio 4x15 (2000)
- Il tocco di un angelo (Touched by an Angel) - serie TV, episodio 8x10 (2001)
- Life Without Dick - film TV, regia di Bix Skahill (2002)
- First Monday - serie TV, un episodio (2002)
- The Agency - serie TV, episodio 1x22 (2002)
- The Master of My Life - film TV (2002)
- Dr. House - Medical Division (House, M.D.) – serie TV, episodio 3x04 (2006)
- Raines - serie TV, episodio 1x07 (2007)
- Private Practice - serie TV, episodio 1x09 (2007)
- Saving Grace - serie TV, episodio 2x07 (2008)
- Detective Monk (Monk) - serie TV, episodio 7x09 (2008)
- CSI - Scena del crimine (CSI: Crime Scene Investigation) - serie TV, 2 episodi (2001-2009)
- Grey's Anatomy - serie TV, episodio 6x17 (2010)
- The Event - serie TV, 2 episodi (2010)
- CSI: Miami - serie TV, episodio 9x07 (2010)
- Leverage - Consulenze illegali (Leverage) - serie TV, episodio 3x15 (2010)
- Memphis Beat - serie TV, episodio 2x07 (2011)
- Franklin & Bash - serie TV, 4 episodi (2011-2013)
- Criminal Minds - serie TV, episodio 7x14 (2012)
- Vegas - serie TV, episodio 1x16 (2013)
- Perception - serie TV, episodio 2x02 (2013)
- NCIS - Unità anticrimine (NCIS) - serie TV, episodio 11x09 (2013)
- Mob City - serie TV, 2 episodi (2013)
- Beauty and the Beast - serie TV, episodio 2x09 (2014)
- Murder in the First - serie TV, episodio 1x01 (2014)
- Texas Rising - miniserie, 4 episodi (2015)
- Agent X - serie TV, 3 episodi (2015)
- L'uomo nell'alto castello (The Man in the High Castle) - serie TV, 4 episodi (2015)
- Bull - serie TV, episodio 1x02 (2016)
- Pure Genius - serie TV, episodio 1x01 (2016)
- The Infamous - film TV (2016)
- Grimm - serie TV, episodio 6x08 (2017)
- Legends of Tomorrow - serie TV, episodio 3x14 (2018)
- Streghe (Charmed) - serie TV, episodio 2x03 (2019)
- Godfather of Harlem - serie TV, 2 episodi (2019)
- All Rise - serie TV, un episodio (2020)

## Videogiochi
- Law & Order: Dead on the Money (2002)
- Dishonored (2012)
- The Technomancer (2016)

## Doppiatori italiani
Nelle versioni in italiano delle opere in cui ha recitato, Geoffrey Blake è stato doppiato da:
- Gaetano Varcasia in CSI: Miami, NCIS - Unità anticrimine
- Giovanni Brusatori ne L'ammiratore segreto
- Carlo Valli in Young Guns - Giovani pistole
- Piero Tiberi ne Il giallo del bidone giallo
- Andrea Ward in Renegade
- Massimo Lodolo in Renegade
- Massimo De Ambrosis in Forrest Gump
- Vittorio De Angelis in Contact
- Marzio Margine ne Il grande Joe
- Roberto Certomà in Streghe
- Antonio Angrisano in CSI - Scena del crimine (ep. 2x10)
- Pino Insegno in CSI - Scena del crimine (ep. 9x16)
- Massimo Bitossi in Dr. House - Medical Division
- Alberto Bognanni in Detective Monk
- Stefano Valli in Private Practice
- Massimiliano Plinio in Grey's Anatomy
- Marco Benvenuto in Leverage - Consulenze illegali
- Pasquale Anselmo in Criminal Minds
- Sergio Lucchetti in Perception
- Luigi Ferraro in Texas Rising
- Enzo Avolio ne L'uomo nell'alto castello
- Davide Marzi in Bull
- Gianluca Machelli in Midway
- Mario Cordova in Legends of Tomorrow
- Enrico Pallini in Godfather of Harlem
- Raffaele Palmieri in All Rise
- Nicola Braile in Sezione 8